# Уличный боец (предстоящий фильм)
«Уличный боец» (англ. Street Fighter) — предстоящий художественный фильм-боевик Китао Сакурая, основанный на серии игр Street Fighter компании Capcom. Является перезапуском кинофраншизы «Уличный боец».

## В ролях
- Ной Сентинео — Кен Мастерс[англ.]
- Эндрю Кодзи — Рю
- Джейсон Момоа — Бланка
- Роман Рейнс — Акума
- Орвилл Пек — Вега
- Каллина Лян[англ.] — Чунь Ли
- 50 Cent — Балрог[англ.]
- Эндрю Шульц[англ.] — Дан Хибики
- Дэвид Дастмалчян — М. Байсон
- Коди Роудс — Гайл[англ.]

## Производство
В апреле 2023 года студия Legendary Entertainment приобрела права на экранизацию видеоигр серии Street Fighter у компании Capcom и начала разработку фильма, который должен стать третьей экранизацией франшизы после фильмов «Уличный боец» (1994) и «Уличный боец: Легенда о Чун-Ли» (2009). Режиссёрами фильма могли стать братья Дэнни и Майкл Филиппу, с которыми велись переговоры. К июню 2024 года стало известно, что братья Филиппу не будут заниматься «Уличным бойцом», так как заняты съёмками фильма «Верни её из мёртвых». В феврале 2025 года Китао Сакурай был утверждён в качестве режиссёра «Уличного бойца». В мае 2025 года стало известно, что в фильме снимутся Ной Сентинео, Эндрю Кодзи, Джейсон Момоа и Роман Рейнс. В следующем месяце к актёрскому составу присоединились Орвилл Пек, Каллина Лян, Эндрю Шульц и 50 Cent. В июле стало известно, что Дэвид Дастмалчян был утверждён на роль М. Байсона, а Коди Роудс — на роль Гайла.

## Премьера
Изначально планировалось, что фильм выйдет 20 марта 2026 года. Позднее стало известно, что премьера отложена на неопределённое время.